# Серара Фонтана
Серара Фонтана (итал. Serrara Fontana) је насеље у Италији у округу Напуљ, региону Кампанија.
Према процени из 2011. у насељу је живело 1697 становника. Насеље се налази на надморској висини од 404 м.

## Становништво
| 1931. | 1936. | 1951. | 1961. | 1971. | 1981. | 1991. | 2001. | 2011. |
| ----- | ----- | ----- | ----- | ----- | ----- | ----- | ----- | ----- |
| 2.279 | 2.292 | 2.293 | 2.323 | 2.365 | 2.595 | 2.904 | 3.060 | 3.164 |

## Партнерски градови
- Понтедера
- Валдкирхен